# Jerzy Antoni Wojciechowski
Jerzy Antoni Wojciechowski (ur. 28 stycznia 1931 w Poznaniu, zm. 29 września 1995 w Krakowie) – polski chemik, naukowiec i wynalazca, pionier w dziedzinie katalizy heterogenicznej w Polsce. Był twórcą technologii „Swingtherm” do utleniania lotnych związków organicznych z gazów poprodukcyjnych.

## Życiorys
Był synem szachisty Antoniego Wojciechowskiego. Po ukończeniu w 1948 r. Gimnazjum Humanistycznego im. Świętego Jana Kantego w Poznaniu kontynuował naukę w poznańskim liceum ogólnokształcącym. W 1950 r. uzyskał świadectwo dojrzałości i rozpoczął studia na Wydziale Chemicznym Politechnice Wrocławskiej. 25 lutego 1954 r. uzyskał dyplom inżyniera chemika ze specjalizacją technologia tworzyw sztucznych. W tym samym roku podjął pracę jako projektant w Biurze Projektów i Studiów Przemysłu Chemicznego „Biprochem” w Gliwicach. W 1956 r. ukończył studia magisterskie na Politechnice Śląskiej ze specjalizacją z dziedziny inżynierii chemicznej i podjął pracę w gliwickim Oddziale Produkcyjnym Zjednoczonych Gospodarczych „Veritas”. W 1959 r. został kierownikiem Pracowni Inżynierii Chemicznej w Zakładzie Technologicznym Instytutu Ciężkiej Syntezy Chemicznej w Blachowni Śląskiej. Dwa lata później objął stanowisko adiunkta. W tym czasie podjął współpracę z zespołem dr. inż. J. Wasilewskiego, badając proces katalitycznego utleniania etylenu do tlenku etylenu w złożu fluidalnym. W 1974 r. na Politechnice Warszawskiej uzyskał stopień doktora. Rok później został docentem w Instytucie Ciężkiej Syntezy Organicznej „Blachownia”. W latach 1972–1976 sprawował tam funkcję dyrektora.

## Kariera naukowo-badawcza
Jerzy Wojciechowski w swoich pracach zajmował się głównie zagadnieniami katalizy heterogenicznej i kinetyki gazów w kontekście ochrony środowiska. Badaniami nad katalizą heterogeniczną zajął się bezpośrednio po zatrudnieniu w Instytucie Ciężkiej Syntezy Organicznej w Zakładzie Inżynierii Przemysłowej. Szczegółowe badania laboratoryjne były poparte obliczeniami analitycznymi, przyczyniło się to do opracowania pierwszej polskiej receptury na katalizator przemysłowy (1971). Do tego czasu Polska sprowadzała katalizator z Francji. Technologia Wojciechowskiego została wprowadzona w latach 1972–1973 w kilku zakładach, m.in. w Katowickiej Fabryce Farb i Lakierów, Śląskiej Fabryce Kabli oraz w Kombinacie Górniczo-Hutniczym Miedzi w Lublinie. Doświadczenie w zakresie organizacji pracy zdobył podczas odbywania staży naukowych i przemysłowych w Wielkiej Brytanii i w Niemczech.
W 1972 r. został powołany na dyrektora Instytutu Ciężkiej Syntezy Organicznej, dzięki rekomendacji profesora Edwarda Grzywy. Pomimo tego, że był bezpartyjny, stawiano mu w tym czasie liczne zarzuty natury politycznej, w wyniku których w 1976 r. złożył dymisję i powrócił do prac badawczych. Tam kontynuował prace nad zagadnieniami z zakresu katalitycznego dopalania zanieczyszczeń organicznych z gazów odlotowych.
Po przeniesieniu się do Krakowa podjął pracę w Instytucie Katalizy i Fizykochemii Powierzchni PAN. Został zatrudniony na stanowisku głównego specjalisty do spraw projektowania i prac badawczych. Kierował zespołem zajmującym się zagadnieniami katalizy w kontekście utleniania lotnych związków organicznych. Zgłosił do opatentowana kilka receptur na katalizatory oraz główny temat – sposób katalitycznego oczyszczania gazów o nazwie „Swingtherm”, będący jego największym osiągnięciem życiowym. Nad tematem tym pracował około 40 lat w ICSO w Kędzierzynie-Koźlu. W procesie Swingtherm gazy przeprowadzane są przez reaktor w rytmie analogicznym do swinga, co znalazło wyraz w nazwie technologii. Drugi człon nazwy, „therm”, pochodzi od specyficznego przebiegu gazów przenoszących ciepło, stąd łącznie „Swingtherm” mający oznaczać „swingujące ciepło”. Technologia wzbudziła trwające nadal zainteresowanie na poziomie światowym. Według tego procesu wybudowano w Polsce i na świecie około 200 instalacji z reaktorem katalityczno-rewersyjnym i dużą liczbę reaktorów stanowiskowych, stosowanych głównie w przechowalnictwie płodów rolnych. Do sukcesu przyczyniła się współpraca z profesorami P.R. Dilleyem, G.D. Blanpiedem, J.R. Turkiem i J.B. Douglasem z instytutów w Karolinie Południowej, które zaowocowała zgłoszeniami patentowymi. Licencja została sprzedana do Szwecji, Austrii, Węgier, Francji, Hiszpanii i Holandii.
W 1990 r. Wojciechowski założył Laboratorium Katalizy Stosowanej SwingTherm, gdzie prowadził badania nad udoskonalaniem metody, np. nad nowymi recepturami na katalizator regeneratora ciepła. W pracach badawczych-laboratoryjnych duży udział miała kierownik laboratorium, Jadwiga Foryś. Przyczyniła się ona do udoskonalenia receptur na katalizator i zmian w procesie technologicznym, które pozwoliły na zmniejszenie zużycia energii elektrycznej. Oprócz samej technologii SwingTherm Jerzy Wojciechowski opracował metody pochodne, np. Bi-Kat, ECOS i ADSO.
Jerzy Wojciechowski zmarł w 1995 roku, został pochowany na Cmentarzu Rakowickim w Krakowie (część wojskowa, kw. LXXXVI-15-38). Laboratorium Katalizy Stosowanej Swingtherm® pracuje nadal, ponadto funkcjonuje Fundacja Swingtherm im. Doktora Nauk Technicznych Jerzego Wojciechowskiego, której prezesem jest jego żona, Urszula Wojciechowska.

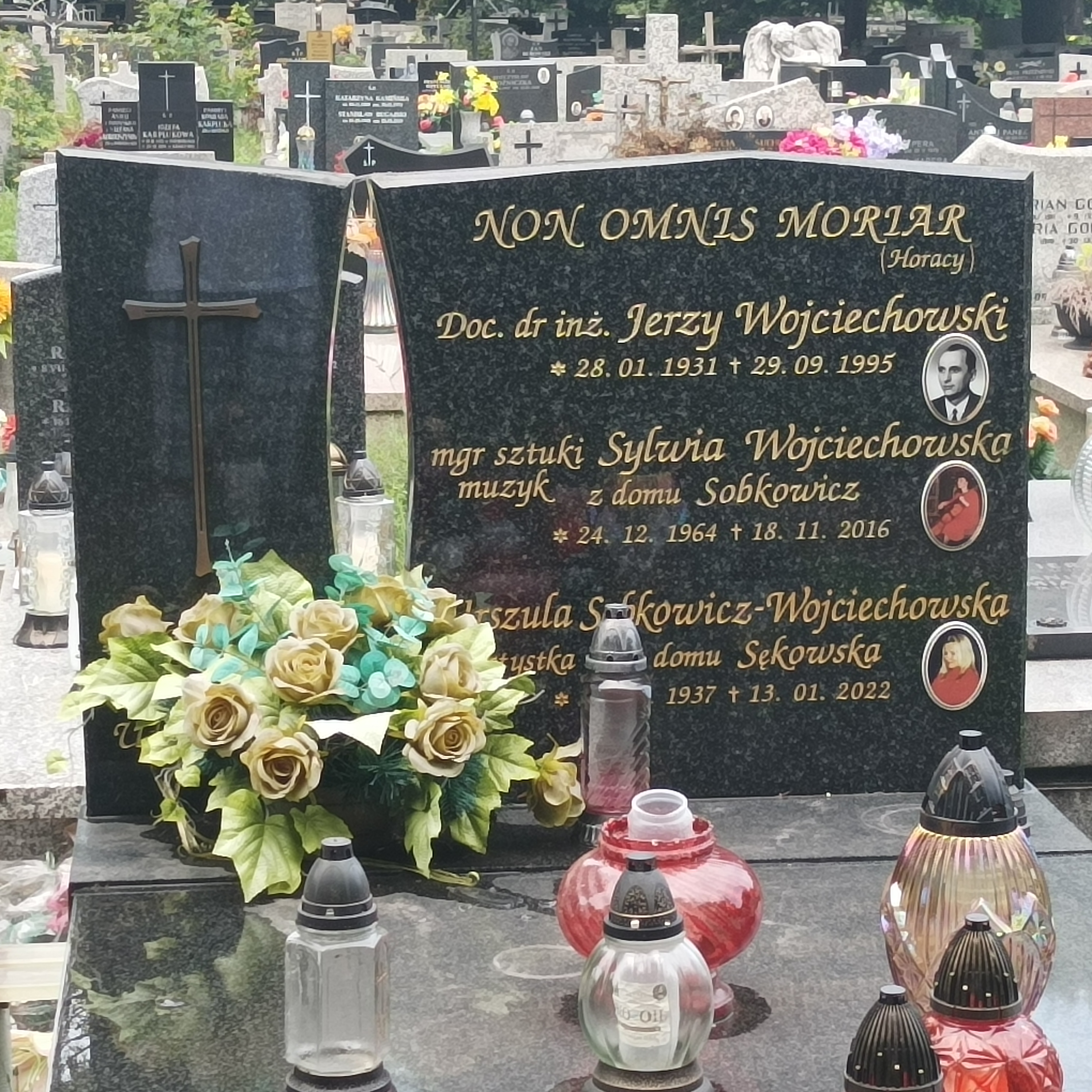
Grób Jerzego Antoniego Wojciechowskiego na cmentarzu wojskowym przy ul. Prandoty w Krakowie

## Nagrody i wyróżnienia
- Odznaka „Racjonalizator Produkcji” (1967)
- Dwie nagrody ministra szkolnictwa wyższego, nauki i techniki (1971, 1973)
- Honorowa odznaka „Mistrz Techniki Polskiej” (1973)
- Nagroda przewodniczącego Komitetu Nauki i Techniki (1973)
- Odznaka honorowa „Zasłużonemu dla ICSO” (1976)
- Nagroda ministra przemysłu chemicznego (1976)
- Nagroda Zarządu Głównego NOT (1976)
- Nagroda im. Profesora Walerego Goetla
- Srebrny medal na Wystawie Wynalazków IENA'94 w Norymberdze
- Brązowy Krzyż Zasługi (1970)
- Srebrny Krzyż Zasługi (1972)
- Złoty Krzyż Zasługi (1974)
- Krzyż Kawalerski Orderu Odrodzenia Polski (1975)
- Nagroda przyznawana przez PAN – za opracowanie sposobu katalitycznego wytwarzania mieszanin gazowych o niskim stężeniu oraz aparatury do stosowania sposobu w magazynach owoców (1980)

Ponadto technologia Swingtherm uzyskała dyplom (2002) i nagrodę Złoty Orbital (2003) w konkursie czasopisma „Rynek Chemiczny”.

## Publikacje
- Jerzy Wojciechowski. Swinghterm- a new process of catalytic purification of industrial outlet gases. Polish Technical Review nr 4.1982
- Jerzy Wojciechowski, Jerzy Haber. Swinghterm- a new economic process fot the catalytic burning of flue gases. Applied Catalysis nr 4. 1982
- Jerzy Wojciechowski Swinghterm- nowa metoda katalitycznego oczyszczania gazów. Przemysł chemiczny nr 62/9 1983
- Jerzy Wojciechowski. Swinghterm process- a big chance for environmental protection. Polish Technical Review nr 5-6/1984
- Jerzy Wojciechowski, Blanpied G.D, Bartsch J.A. A comparison of ethylene removal by means of catalytic combustion and chemical absorption. Fourth CA Research Conference 23-26 July 1985. North Caroline USA.
- Jerzy Wojciechowski. Katalityczne i chemisorpcyjne usuwanie etylenu z przechowalni płodów organicznych. Chłodnictwo nr 4/1986
- Jerzy Wojciechowski. Mniej oparów przemysłowych. Aura nr 11/1986
- Jerzy Wojciechowski. Swinghterm catalytic ethylene converters. International Fruit World nr 3/1987
- Jerzy Wojciechowski. Ethylene removal from gases by means of catalytic combustion. International Symposim Postharvest 1988. Uniwersytet w Levuven Belgia 29.08-02.09.1988.
- Jerzy Wojciechowski. Swinghterm- new devices for ethylene destruction. Fruit Science Reports Vol XV No 3/1988
- Jerzy Wojciechowski. Catalytic purification of gases by means of reversible process. II Kongres na temat Ochrony Środowiska w Aglomeracjach Miejsko- Przemysłowych. Kraków 19-20 czerwca 1990.

## Wykaz projektów wynalazczych dotyczących procesu i instalacji Swingtherm
- J. Wojciechowski. Wypełnienie ceramiczne zwłaszcza do regeneratora ciepła. P-283714. 1990
- J. Wojciechowski. Sposób katalitycznego rewersyjnego oczyszczania gazów. P-283938, 1990
- J. Wojciechowski, Z. Wysocki, M. Pindel, J. Foryś. Sposób i urządzenie do usuwania zanieczyszczeń smolistych z gazów. W-90270. 1990
- J. Wojciechowski, Z. Wysocki, M. Pindel, J. Foryś. Katalityczny reaktor rewersyjny do oczyszczania przemysłowych gazów odlotowych. W-90271. 1990
- J. Wojciechowski. Katalityczny reaktor rewersyjny do dopalania gazów zwłaszcza przemysłowych gazów odlotowych. P-287340. 1990
- J. Wojciechowski. Sposób spalania ciekłych lub stałych odpadów organicznych. P-289900 z dnia 16.04.1991
- J. Wojciechowski. Sposób niszczenia odpadów lakierniczych i z tworzyw sztucznych. P- 288176 10.12.1990.